# 1010 (szám)
Az 1010 (római számmal: MX) egy természetes szám.

## A szám a matematikában
A tízes számrendszerbeli 1010-es a kettes számrendszerben 1111110010, a nyolcas számrendszerben 1762, a tizenhatos számrendszerben 3F2 alakban írható fel.
Az 1010 páros szám, összetett szám, szfenikus szám. Kanonikus alakja 21 · 51 · 1011, normálalakban az 1,01 · 103 szorzattal írható fel. Nyolc osztója van a természetes számok halmazán, ezek növekvő sorrendben: 1, 1010.
Harshad-szám.
Egyetlen szám valódiosztó-összegeként áll elő, mely nagyobb 10 000-nél.

## Csillagászat
- 1010 Marlene kisbolygó